# Acalypha apodanthes
Acalypha apodanthes é uma espécie de flor do gênero Acalypha, pertencente à família Euphorbiaceae.